# Lara Zürcher
Lara Zürcher (1995) è un'ex sciatrice alpina svizzera.

## Biografia
Attiva in gare FIS dal dicembre del 2010, in Coppa Europa la Zürcher ha esordito il 15 dicembre 2014 a Zinal in slalom speciale, senza completare la prova, e ha conquistato il suo unico podio il 12 dicembre 2015 a Lillehammer Kvitfjell in combinata (2ª). Si è ritirata al termine della stagione 2018-2019 e la sua ultima gara in carriera è stata lo slalom speciale dei Campionati liechtensteinesi 2019, il 4 aprile a Malbun, non completato dalla Zürcher. Non ha debuttato in Coppa del Mondo né preso parte a rassegne olimpiche o iridate.

## Palmarès

### Coppa Europa
- Miglior piazzamento in classifica generale: 75º nel 2016
- 1 podio:
  - 1 secondo posto